# Grupa kawaleryjska Trubczewsk
Grupa kawaleryjska „Trubczewsk” (ros. Кавалерийское соединение „Трубчевск”) – kolaboracyjne zgrupowanie wojskowe złożone z Rosjan podczas II wojny światowej
Grupa została sformowana na przełomie 1941/1942 roku w okupowanym Trubczewsku. Liczyła trzy szwadrony kawalerii w sile dywizjonu. Składała się z b. jeńców wojennych z Armii Czerwonej. Do jej zadań należało zwalczanie partyzantki na okupowanej Białorusi na tyłach Grupy Armii "Środek". Uczestniczyła np. w maju-czerwcu 1943 roku w lasach w rejonie Briańska w dużej operacji antypartyzanckiej "Baron cygański".